# Congo-Brazzaville op de Olympische Zomerspelen 2020
Congo-Brazzaville nam deel aan de Olympische Zomerspelen 2020 in Tokio, Japan. Er deden drie atleten mee, waarvan twee in het atletiek. Geen van hen wist een medaille mee naar huis te nemen.

## Atleten
Hieronder volgt een overzicht van de atleten die zich kwalificeerden voor deelname aan de Olympische Zomerspelen 2020.
| sport    | Mannen | Vrouwen | totaal |
| -------- | ------ | ------- | ------ |
| Atletiek | 1      | 1       | 2      |
| Zwemmen  | 0      | 1       | 1      |
| totaal   | 2      | 1       | 3      |

## Sporten

### Atletiek
Mannen
Loopnummers
| atleet                 | onderdeel | series | series | kwartfinale | kwartfinale | halve finale   | halve finale   | finale         | finale         |
| atleet                 | onderdeel | tijd   | rang   | tijd        | rang        | tijd           | rang           | tijd           | rang           |
| ---------------------- | --------- | ------ | ------ | ----------- | ----------- | -------------- | -------------- | -------------- | -------------- |
| Gilles Anthony Afoumba | 400 m     | 46,03  | 6      | n.v.t.      | n.v.t.      | niet geplaatst | niet geplaatst | niet geplaatst | niet geplaatst |

Vrouwen
Loopnummers
| atlete                | onderdeel | series | series | kwartfinale | kwartfinale | halve finale   | halve finale   | finale         | finale         |
| atlete                | onderdeel | tijd   | rang   | tijd        | rang        | tijd           | rang           | tijd           | rang           |
| --------------------- | --------- | ------ | ------ | ----------- | ----------- | -------------- | -------------- | -------------- | -------------- |
| Natacha Ngoye Akamabi | 100 m     | 11,47  | 1 Q    | 11,52       | 5           | niet geplaatst | niet geplaatst | niet geplaatst | niet geplaatst |

### Zwemmen
Vrouwen
| atlete         | onderdeel       | series | series | halve finale   | halve finale   | finale         | finale         |
| atlete         | onderdeel       | tijd   | rang   | tijd           | rang           | tijd           | rang           |
| -------------- | --------------- | ------ | ------ | -------------- | -------------- | -------------- | -------------- |
| Stefan Sangala | 50 m vrije slag | 37,92  | 81     | niet geplaatst | niet geplaatst | niet geplaatst | niet geplaatst |